# Araneus ryukyuanus
Araneus ryukyuanus este o specie de păianjeni din genul Araneus, familia Araneidae, descrisă de Akio Tanikawa în anul 2001. Conform Catalogue of Life specia Araneus ryukyuanus nu are subspecii cunoscute.